# Segnitz
Segnitz è un comune tedesco di 819 abitanti, situato nel land della Baviera.